# Orlando Bolivar Willcox
Pour les articles homonymes, voir Bolivar.
Orlando Bolivar Willcox (né le 16 avril 1823 à Détroit, Michigan, et mort le 11 mai 1907 à Cobourg, Ontario) est un major général de l'Union. Il est enterré au cimetière national d'Arlington, État de Virginie.

## Avant la guerre
Orlando Bolivar Willcox sort diplômé de West Point en 1847.
Il est breveté et promu second lieutenant le 1er juillet 1847 dans le 4th US Artillery. Il est promu premier lieutenant le 30 avril 1850. 
À la fin de la guerre américano-mexicaine, il est brièvement en garnison dans la ville de Mexico et de Cuernavaca.
En 1852, il se marie avec Marie Louise Farnsworth, originaire de Détroit.
Il écrit des romans sous le pseudonyme de « Major Walter March ». Entre 1856 et 1857, il poursuit le chef séminole Billy Bowlegs lors de la troisième guerre séminole en Floride.
Il quitte le service actif de l'armée régulière le 10 septembre 1857. Pendant ses années de service, il aura été affecté dans des garnisons au Mexique, Nouveau-Mexique, Massachusetts et en Floride.
Il retourne alors à Détroit et devient avocat et travaille avec son frère Eben,. Il s'engage en tant que capitaine dans la milice de l'État.

## Guerre de Sécession
Orlando Bolivar Willcox est nommé colonel du 1st Michigan Infantry le 1er mai 1861, à la demande du gouverneur Austin Blair,. 
Le 23 mai 1861, il reçoit l'ordre d'occuper la ville d'Alexandria et de repousser les forces confédérées présentes. Il met en route son régiment, équipé pour une journée de marche. Il atteint la ville et fait entrer son régiment sur une colonne en direction de la gare. Il fait mettre en batterie deux canons, et envoie des hommes couper les voies de retraite des confédérés. Ces derniers se rendent rapidement.
Il commande son régiment lors de la première bataille de Bull Run au sein de la division commandée par le général Samuel Peter Heintzelman. Au cours de la bataille, le général Heintzelman commande à Willcox de pousser sur la gauche de ses positions, à découvert, pour couvrir un régiment de zouaves démoralisé. Willcox mène un premier assaut qui repousse les confédérés jusqu'à l'orée d'un bois où se découvre une batterie. Le 1st Michigan Infantry recule et subit de lourdes pertes. Willcox renouvelle trois fois les assauts sans succès face à des troupes supérieures en nombre. 
Le Detroit Free Press écrit sur la prestation du régiment : « l'action du régiment tout au long de la journée a été au plus haut degré honorable, brave et courageux, et reflète le plus grand estime de l'État qui l'a fourni. » Le rapport du général Heintzelman précise : « Le 1st Michigan a tenu sur l'extrême droite la position la plus avancée de ce jour terrible à Bull Run. » Après avoir été blessé et capturé lors de cette bataille, il passe 13 mois dans les prisons confédérées à Charleston et Columbia et est finalement libéré le 19 août 1862,. Il est alors nommé brigadier général des volontaires à date d'effet du 21 juillet 1861,.
Il prend alors le commandement d'une division du IXe corps de l'armée du Potomac où il remplace le général Isaac Stevens mort à la bataille de Chantilly. Il participe aux batailles de South Mountain, d'Antietam. Pendant la campagne de Fredericksburg, il commande le IXe corps précédemment commandé par Ambrose Everett Burnside qui prend le commandement de l'armée. En 1863, le IXe corps est affecté à l'armée de l'Ohio dans l'Ouest. Il commande le district du Kentucky central. Lors des opérations dans le Tennessee oriental, il participe notamment à la bataille de Blue Springs.
Le IXe corps est de nouveau affecté en Virginie au printemps 1864. Willcox commande alors une division lors des batailles de la Wilderness, de Spotsylvania, de Cold Harbor et de Petersburg. Après que le général Ambroise Burnside est relevé de ses fonctions à la suite du désastre de la bataille du Cratère, il aurait dû prendre logiquement le commandement du Corps d'armée compte tenu de son ancienneté. Néanmoins, c'est le général John Grubb Parke qui est nommé à la tête du corps ; Willcox reste alors au commandement de l'une division,. Il est breveté major général des volontaires le 1er août 1864 pour bravoure et service méritant lors de plusieurs actions après la traversée du Rapidan.

## Après la guerre
Orlando Bolivar Willcox quitte le service actif des volontaires le 15 janvier 1866 et repart reprendre ses activités d'avocat à Détroit,. Lorsque l'armée régulière est agrandie, il la réintègre et est nommé colonel du 29th U.S. Infantry le 28 juillet 1866. 
Le 2 mars 1867, il est breveté brigadier général pour bravoure et service méritant lors de la bataille de Spotsylvania et major général pour les mêmes motifs lors de la prise de Petersburg.
Il est affecté au 12th U.S. Infantry à compter du 15 mars 1869 à San Francisco, où il commande l'île d'Alcatraz jusqu'au 20 août 1873,. Il commande ensuite, du 28 août 1873 au 1er octobre 1874, en tant que surintendant, le service de recrutement général à New York, puis il commande de nouveau un régiment sur Angel Island. Après 1878, il commande le département de l'Arizona pendant la guerre contre les Apaches. Il commande finalement Madison Barracks à New York.
Il est nommé brigadier général le 13 octobre 1886. Il part en retraite le 16 avril 1887.
Le 2 mars 1895, il reçoit la Medal of Honor pour la bravoure la plus distinguée lors de la première bataille de Bull Run où il commanda des charges répétées du 1st Michigan Infantry et du 11th New York Infantry jusqu'à ce qu'il soit blessé et fait prisonnier alors qu'il commandait la brigade du 1st Michigan.

## Hommages
La ville de Willcox est nommé en son honneur après qu'il a commandé de département de l'Arizona.